# Ijungens gammelskog
Ijungens gammelskog är ett naturreservat i Bollnäs kommun i Gävleborgs län.
Området är naturskyddat sedan 2017 och är 23 hektar stort. Reservatet ligger i ett område vid norra sidan av sjön Ijungen och består av en strandskog med gran, tall och björk. 